# 1977年の政治
1977年の政治（1977ねんのせいじ）では、1977年（昭和52年）の政治分野に関する出来事について記述する。

## できごと

### 1月

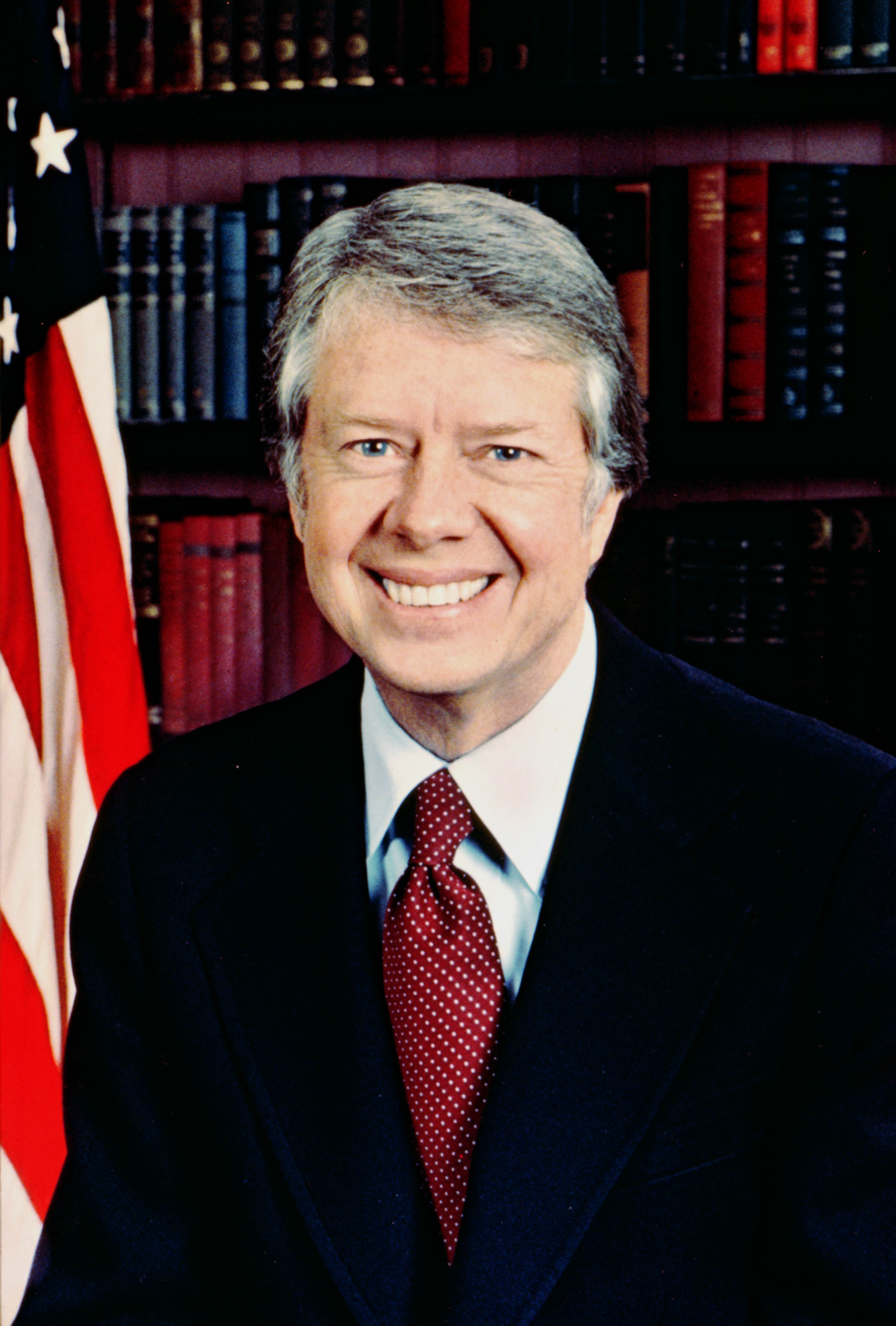
ジミー・カーター

- 1月1日 - EC、200カイリ水域宣言。
- 1月19日 - レイナード元アメリカ国務省韓国部長の発言が発端となり、日韓癒着、汚職が問題となる。
- 1月20日 - ジミー・カーター、米大統領に就任。
- 1月27日
  - 東京地裁でロッキード事件丸紅ルート初公判。
  - 日本共産党幹部と経済同友会が初の懇談。
- 1月30日 - 福田赳夫首相、所信表明演説。
- 1月31日 - 全日空ルート初公判。

### 2月
- 2月10日 - 日米漁業協定調印。200海里経済水域規定に基づく初の漁業協定。
- 2月17日 - 水戸地裁、百里基地訴訟で自衛隊を合憲と判断。

### 3月
- 3月1日 - 米・ソ2大国が200海里漁業専管水域を実施。[1]
- 3月16日 - 衆議院予算委員会、日韓地下鉄疑惑事件で集中審議。
- 3月21日 - 自民党改革実施本部（本部長、福田首相）総裁予備選挙制度などの党改革案を発表。
- 3月30日 - 長野地方裁判所、ネズミ講は公序良俗に反すると判決。

### 4月
- 4月24日 - 革新自由連合が発足（代表、中山千夏）。

### 5月
- 5月7日 - 第3回先進国首脳会議（ロンドン・サミット）開催（～8日）。
- 5月25日 - 社会市民連合が発足（代表委員、菅直人など）。

### 6月
- 6月5日 - 1977年セイシェルクーデター（英語版）
- 6月27日 - ジブチがフランスから独立。

### 7月

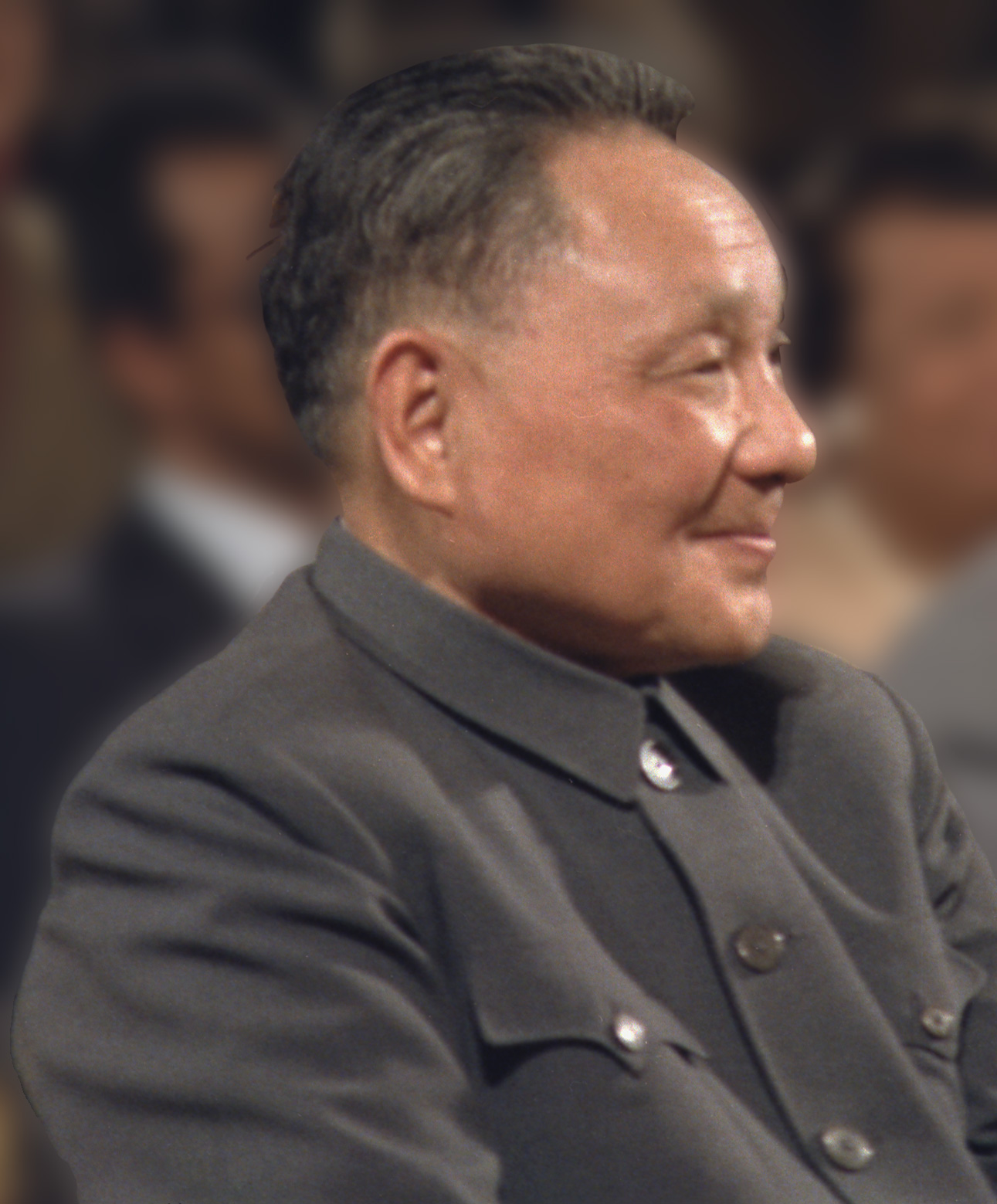
鄧小平

- 7月1日 - 領海法施行、日本の領海を海岸より12海里。漁業水域200海里と定める。
- 7月10日 - 第11回参議院議員通常選挙投票。
  - 自由民主党63議席、日本社会党27議席、公明党14議席、民社党6議席、日本共産党5議席、新自由クラブ3議席、社会市民連合1議席、諸派1議席、無所属5議席。
- 7月16日 - 鄧小平、副主席として復活。
- 7月23日
  - 文部省、小中学校の新しい学習指導要領を告示。
  - 福田首相、日本青年会議所主催の「77'国家問題会議」で自身の総裁再選について言及。

### 8月
- 8月6日 - 福田首相、ASEAN6カ国歴訪に出発。
- 8月17日 - 自民党中堅議員と財界、官界、学会の中堅が自由社会研究会を結成する。
- 8月18日 - 福田首相、訪問先のフィリピン・マニラで声明（福田ドクトリン）を発表・
- 8月26日 - 岡原昌男が第8代最高裁判所長官に就任。

### 9月
- 9月27日 - 横浜米軍機墜落事件

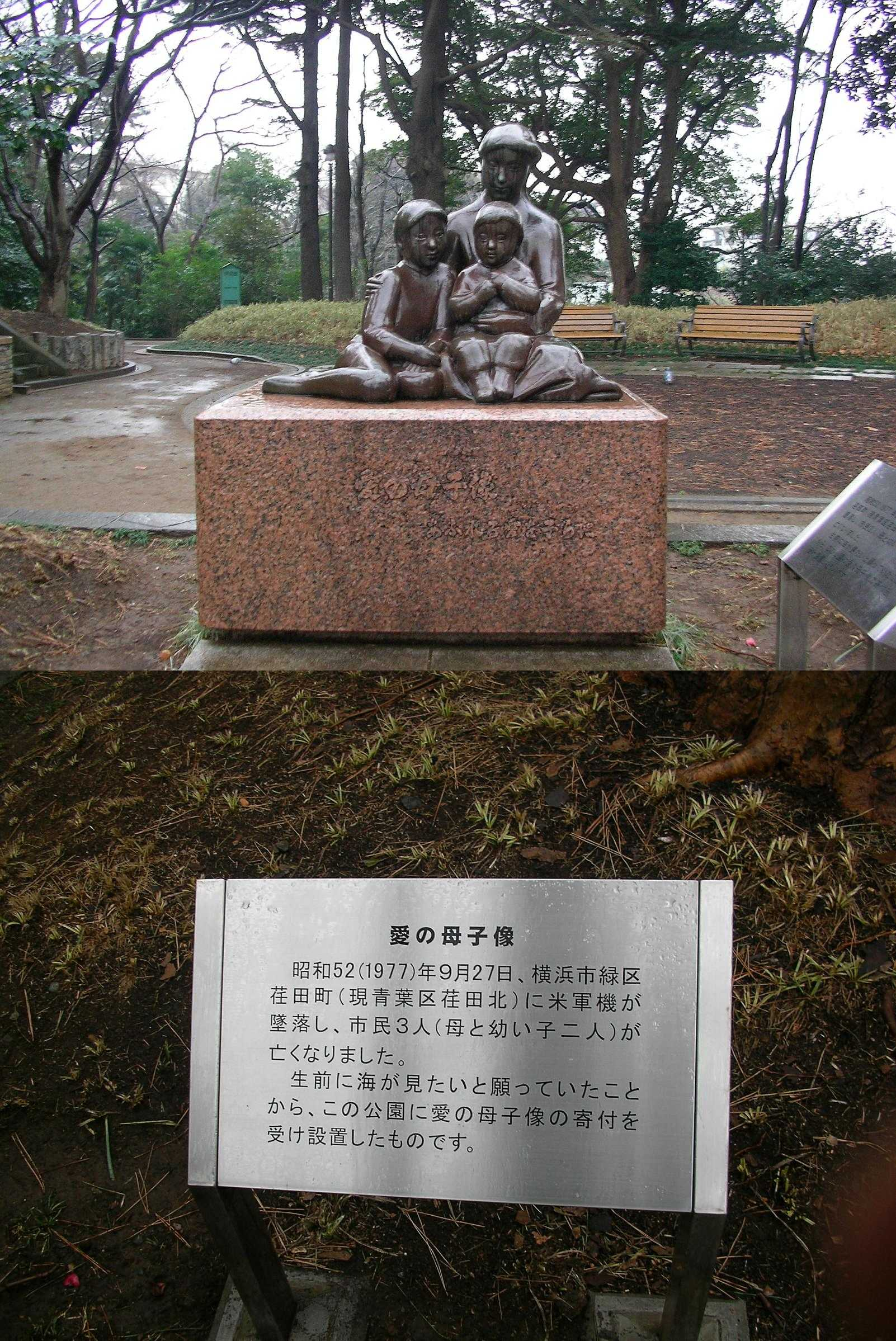
横浜米軍機墜落事件で遺族が寄贈し1985年に設置された「愛の母子像」（山本正道作）と碑文

- 9月28日 - パリ発の日航機が日本赤軍にハイジャックされ、日本政府は超法規的処置を採る（ダッカ日航機ハイジャック事件）。
- 9月29日 - 第82臨時国会（「景気国会」）召集。

### 10月
- 10月5日 - 福岡カネミ訴訟、福岡地方裁判所で患者側勝訴。
- 10月29日 - 東京スモン訴訟、和解。

### 11月
- 11月1日 - 玉置和郎参議院議員、宗教政治研究会設立。

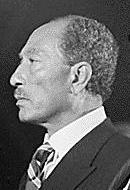
アンワル・サダト

- 11月19日 - アンワル・サダトエジプト大統領がイスラエルを訪問する。
- 11月25日 - ハイジャック防止法が成立。
- 11月28日
  - 福田改造内閣発足。外相に園田直が横滑り。内閣官房長官に安倍晋太郎。蔵相に村山達雄、通産相に河本敏夫、農相に中川一郎、経企庁長官に宮沢喜一、対外経済担当相に牛場信彦。
  - 民社党、佐々木良作新委員長を党大会で選出する。

### 12月
- 12月4日 - 中央アフリカ共和国のジャンベデル・ボカサ終身大統領が戴冠式を行い中央アフリカ帝国皇帝ボカサ1世として即位。
- 12月23日 - 日本社会党、飛鳥田一雄新委員長を党大会で選出する。